# Pasica
Pásica je oglas v tiskanem ali elektronskem občilu, navadno na stalnem mestu v obliki majhnega pravokotnika.

## Spletne pasice
Pri spletni pasici gre za polje na internetni strani, izstopajočega videza, za pomembna obvestila ali spletne oglase. Kljub razširjenim dvomom o učinkovitosti oglaševanja s slikovno pasico je ta oblika spletnega oglaševanja še vedo zelo priljubljena. Oglas s slikovno pasico predstavlja grafično oz. slikovno polje ali gumb, ki vsebuje besedilo, katerega namen je pritegniti pozornost obiskovalca za izvedbo akcije, povezane s pasico. Ta največkrat predstavlja klik pasice, katerega rezultat je obisk strani oglaševalca. Pasice so lahko poljubne velikosti in oblike, lahko pa so tudi statične ali animirane. Prodajajo se večinoma po sistemu CPC (Cost Per Click – cena na klik) ali CPM (Cost Per Mile – cena na 1000 prikazov).